# لشنی
ایل لشنی یکی از ایل پارس منشعب شده ایل زند از شاخه  ساکن در استان فارس و لرستان می باشد.

## خاستگاه
نظریة غالب در بین اکثر پژوهشگران و بزرگان ایل لشنی این است که لشنیها در زمان زندیه و به همراه کریمخان زند از لرستان به فارس وارد شده اند.لشنی ها بعد از شکست دولت زندیه مورد خشم و غضب شاهان قاجار بودند. و در نقاط مختلف کشور تبیعد و پراکنده شدند. ازجمله  لرستان, فارس,همدان,کرمانشاه,همدان و قم …لشنی های دورود لرستان خود را از نسل مهرعلی خان زند و علی مردان خان زند می دانند.

## تقسیمات ایلی
ایل لشنی به دو تیره خفرکی و آباده طشکی تقسیم می شود
بخشی این ایل به میان ایل قشقایی رفته اند و جز طایفه رحیم‌لو می باشند و شامل تیره های زیر می باشند
1- محمد خانلو
2- اله بخش زارلو
3- شیخ زارلو

## جمعیت
براساس تخمین های دورۀ قاجاریه، جمعیت لشنی های استان فارس در اواخر آن دوره بالغ بر ۱۵۰۰ خانوار بود.